# Fat (singolo)
Fat è un singolo novelty di "Weird Al" Yankovic estratto dall'album Even Worse ed è la parodia della canzone Bad di Michael Jackson.
La canzone vinse un Grammy nella categoria "Miglior video musicale" nel 1988.

## Riassunto
Un uomo obeso, stanco di ricevere battute e insulti sulla sua condizione, decide di ribellarsi ai suoi bulli creando una canzone nella quale racconta la soddisfazione di essere sé stesso.

## Tracce
1. Fat – 3:55
2. You Make Me – 3:04

## Il video
Il video di "Fat" è la parodia del video di "Bad", ma nell'inizio si possono vedere alcuni cambiamenti:
- In "Bad" all'inizio si vede Michael che esce da scuola e, insieme a tre amici, si dirigono in una metropolitana per commettere degli atti criminosi, mentre in "Fat" si vede che Weird Al è già nella metropolitana da solo e incontra tre gangsta obesi che gli offrono del cibo e lo scherniscono perché lui non è grasso (probabile riferimento alla droga).
- In "Bad" Michael urla ai tre amici "You're Nothing" in risposta allo scherno fatto dai tre perché Michael si era rifiutato di agire da criminale, mentre in "Fat" Yankovic urla ai tre obesi "You're Nothing" in risposta allo scherno fatto dai tre perché Yankovic aveva rifiutato il cibo da loro offerto.

Inoltre nel video di "Fat", quando comincia la canzone, Yankovic si trasforma in un uomo grasso, e anche i ballerini che ballano insieme a lui sono grassi.
Per il video venne usata la stessa metropolitana del video originale di Michael Jackson.

## Classifiche
| Classifica (1988)             | Posizione massima |
| ----------------------------- | ----------------- |
| Australian ARIA Singles Chart | 11                |
| Official Singles Chart        | 80                |
| U.S. Billboard Hot 100        | 99                |